# Sho
Sho（ショウ、本名: 土屋 翔、1984年3月28日 - ）は、日本のギタリスト、音楽プロデューサーである。MY FIRST STORYのギター担当である。2015年末から、同バンドにて無期限活動休止をしている。作家として自身のバンド楽曲だけでなく、ドラマ、アニメ、CMソングの作曲、様々な歌手への楽曲提供を行い活動の場を広げている。

## 経歴
- 2011年8月、MY FIRST STORYを結成[1]。
- 2015年10月9日、MY FIRST STORYとしてライブ活動休止を発表。
- 2019年2月、MY FIRST STORYファンクラブ限定ツアー「STORYTELLER TOUR 2019」で限定復活した。

## 楽曲提供
【2014年】
- ■『5』IA/03 ：作詞・作曲・編曲
  - 発売日：11月5日発売アルバム「IA/03-VISION-」収録

【2015年】
- ■『Engage』Trident：作詞・作曲・編曲
  - 発売日：1月28日発売アルバム「Blue Snow」収録
  - 劇場版蒼き鋼のアルペジオ-ARS NOVA- DC（2015年1月31日公開）
- ■『Be the one』nano：編曲
  - 発売日：1月28日発売アルバム「Rock On.」収録

【2016年】
- ■『Holloworld』nano：作曲・編曲
  - 発売日：11月2日発売シングル「DREAMCATCHER」収録

【2017年】
- ■TVアニメーション「風夏」　編曲　
  - 放送局：MBS、TOKYO MXほか　放送開始日：2017年1月7日
- 沼倉愛美
  - 『Climber’s High!』　アニメ「風夏」オープニングテーマ：編曲
  - 『星の降る町』　アニメ「風夏」：編曲
  - 発売日：2017年2月8日発売シングル
- 秋月風夏（CV:Lynn）
  - 『For You』　アニメ「風夏」：編曲
  - 『Fair Wind』　アニメ「風夏」：編曲
  - 『Climber’s High! The fallen moon ver.』　アニメ「風夏」：編曲
  - 発売日：2017年3月15日発売TVアニメ「風夏」サウンドコレクション収録
- ■『The Crossing』nano：作曲・編曲
  - 発売日：2017年5月31日発売アルバム　「The Crossing」収録
- ■『キセキラッシュ』GIRLFRIEND：編曲
  - 発売日：2017年7月26日発売シングル
  - 第99回全国高等学校野球選手権大会における地方大会の中継テーマソング
- ■『罪人』LiSA：作曲・編曲
  - 発売日：2017年11月29日発売シングル「ASH」収録

【2018年】
- ■テレビ東京テレビドラマ「御茶ノ水ロック」主題歌、挿入歌（2018年1月18日放送開始）
  - 主題歌
  - 『君のいない夜を越えて』MY FIRST STORY：作曲・編曲
  - 発売日: 2017年12月13日発売ミニアルバム「ALL SECRET TRACKS」収録
  - 挿入歌
    - DYDARABOTCH & The DIE is CAST
    - 1. FREE YOUR HAND (The DIE is CAST) ：作編曲
    - 2. SA MI DA RE (DYDARABOTCH)：作編曲
    - 3. Why? (The DIE is CAST) Play ：作編曲
    - 4. SIMPLE PLAN (DYDARABOTCH) ：作編曲
    - 5. Believer (The DIE is CAST) ：作編曲
    - 6. TRIPLET (DYDARABOTCH) ：作編曲

  - 発売日：2018年3月13日発売「御茶ノ水ロック」　収録
- ■WAR OF BRAINS
  - タカラトミー× ホビージャパンデジタルカードゲーム”WAR OF BRAINS”
  - 『identity my ultimatum』【絶望の使徒イム】：作編曲
  - 発売日：2018年9月19日発売「WAR OF BRAINS・オリジナルサウンドトラック」収録
  - タカラトミー× ホビージャパンデジタルカードゲーム”WAR OF BRAINS”CMソング
- ■『FAKE DIVINE』HYDE：作詞・作曲・編曲（共作） / Sho, HYDE, Drew Fulk
  - 発売日：2018年10月24日発売シングル
- ■『レイメイ』“酸欠少女”さユり×MY FIRST STOY：作曲/ Sho
  - 発売日：2018年12月5日発売シングル
  - TVアニメ「ゴールデンカムイ」第二期OP テーマ（2018年10月8日　地上波放送開始）

【2019年】
- ■『ヒカリノキズナ』つるの剛士×DAIGO : 編曲/ Sho
- 発売日：2019年2月14日デジタルシングル
- 映画「劇場版ウルトラマンR/B セレクト！絆のクリスタル」主題歌
- ■『MAD QUALIA（Japanese Version）』HYDE：作詞・作編曲/ Sho
- 発売日：2019年3月20日発売シングル
- PlayStation 4・Xbox One・PC用ソフト「DEVIL MAY CRY 5」イメージソング
- ■『TWO FACE』HYDE：作詞・作編曲/ Sho
- 発売日：2019年6月19日発売アルバム「anti」収録
- PlayStation 4・Xbox One・PC用ソフト「DEVIL MAY CRY 5」イメージソング
- ■『花と毒薬』: 作曲/ 桜井日奈子
- 発売日：2019年8月16日発売デジタルシングル
- ドラマ「ヤヌスの鏡」主題歌（放送：FOD、フジテレビ）

【2020年】
- ■『瞬動-movement-』燐舞曲 : 作曲/ Sho
- 発売日：2020年1月29日発売「Dig Delight! B ver.」収録
- ■『Falling down』: 作曲/ Sho from MY FIRST STORY
- 発売日：2020年2月12日発売「The Anthems」収録
- アニメ「ケンガンアシュラ」今井コスモテーマ曲
- ■『BELIEVING IN MYSELF』HYDE：作詞・作編曲/ Sho
- 発売日：2020年3月18日発売シングル「BELIEVING IN MYSELF/INTERPLAY」収録
- ▪️『ロストロマンス』:作曲/Sho from MY FIRST STORY
- 発売日：2020年10月14日「炎」収録
- 表題曲「炎」のカップリング。